# Sass Maor
Le Sass Maor est une montagne du Trentin, en Italie, culminant à 2 814 mètres d'altitude dans les Dolomites. Sa face est, haute de 1 000 m, est réputée pour ses grandes voies d'escalade acrobatique.

## Géographie
Le Sass Maor se situe, comme la cima della Madonna, au sud de la partie centrale du chaînon des Pale. Les communes les plus proches sont San Martino di Castrozza (it) au nord-est et Fiera di Primiero au sud.
Elle fait face à son sommet jumeau la cima della Madonna dont elle est séparée par une brèche.
Le massif des Dolomites, auquel appartient le Sass Maor, est caractérisé par une abondance de dolomie, roche sédimentaire carbonatée.

## Histoire
Un effondrement a eu lieu en 2008, sur le pilier Castiglioni, et en décembre 2011, lorsqu'un bloc rocheux d'une taille d'environ 150 × 300 mètres s'est effondré de la face est du Sass Maor, effaçant partiellement trois itinéraires alpins.

### Premières ascensions
- 4 septembre 1875 : versant nord à partir de la brèche avec la Cima della Madonna par Henry Awdry Beachcroft, Charles Comyns Tucker avec les guides François Devouassoud et Battista della Santa.
- 25 août 1881 : couloir sud de la brèche (voie normale) par Demeter Diamantidi avec les guides Michele Bettega, Luigi Cesaletti et le chasseur de chamois Francesco Colesel.
- 26 août 1893 : face nord par Antonio Tavernaro et Ludwig Normann Neruda.
- 2 septembre 1926 : face est par Emil Solleder et Franz Kummer.
- 26 juillet 1934 : spigolo sud par Bruno Detassis et Ettore Castiglioni.
- août 1980 : face est voie Supermatita par Maurizio « Manolo » Zanolla et Piero Valmassoi.
- 15-17 septembre 2023 : face est voie Oltre l'invisible par Yann Borgnet et Antoine Bouqueret.

## Alpinisme
- Voie normale par le couloir sud : AD.
- Face est, voie Solleder : TD+.
- Spigolo sud, voie Detassis : ED-.
- Face est, voie Supermatita : ED+.
- Face est, voie Oltre l'invisible : ABO.

## Accès
Le départ le plus proche du sommet est le refuge Velo della Madonna (de).